# داف ال‌اف
داف ال‌اف (انگلیسی: DAF LF)مجموعه ای از کامیون‌های سبک سایز متوسط است که توسط تولیدکننده انگلیسی لیلاند از ۲۰۰۱ تولید می‌شود.
این کامیون از موتور ۶ سیلندر بهره می‌برد. طراحی کابین ال‌اف با رنو میدلام و ولوو اف‌ال مشترک است.